# Внутренние войска МВД СССР
Внутренние войска Министерства внутренних дел СССР — воинские формирования (аналог жандармерии), которые были предназначены для обеспечения правопорядка и внутренней безопасности СССР, охраны государственных объектов, защиты прав и свобод человека и гражданина от преступных и иных противоправных посягательств, обеспечения общественной безопасности.
Сокращённое наименование — ВВ МВД СССР.
В период с 1 сентября 1939 года по 21 марта 1989 года Внутренние войска являлись составной частью Вооружённых Сил СССР, но подчинялись Министерству внутренних дел СССР.

## История Внутренних войск

### В периодГражданской войны

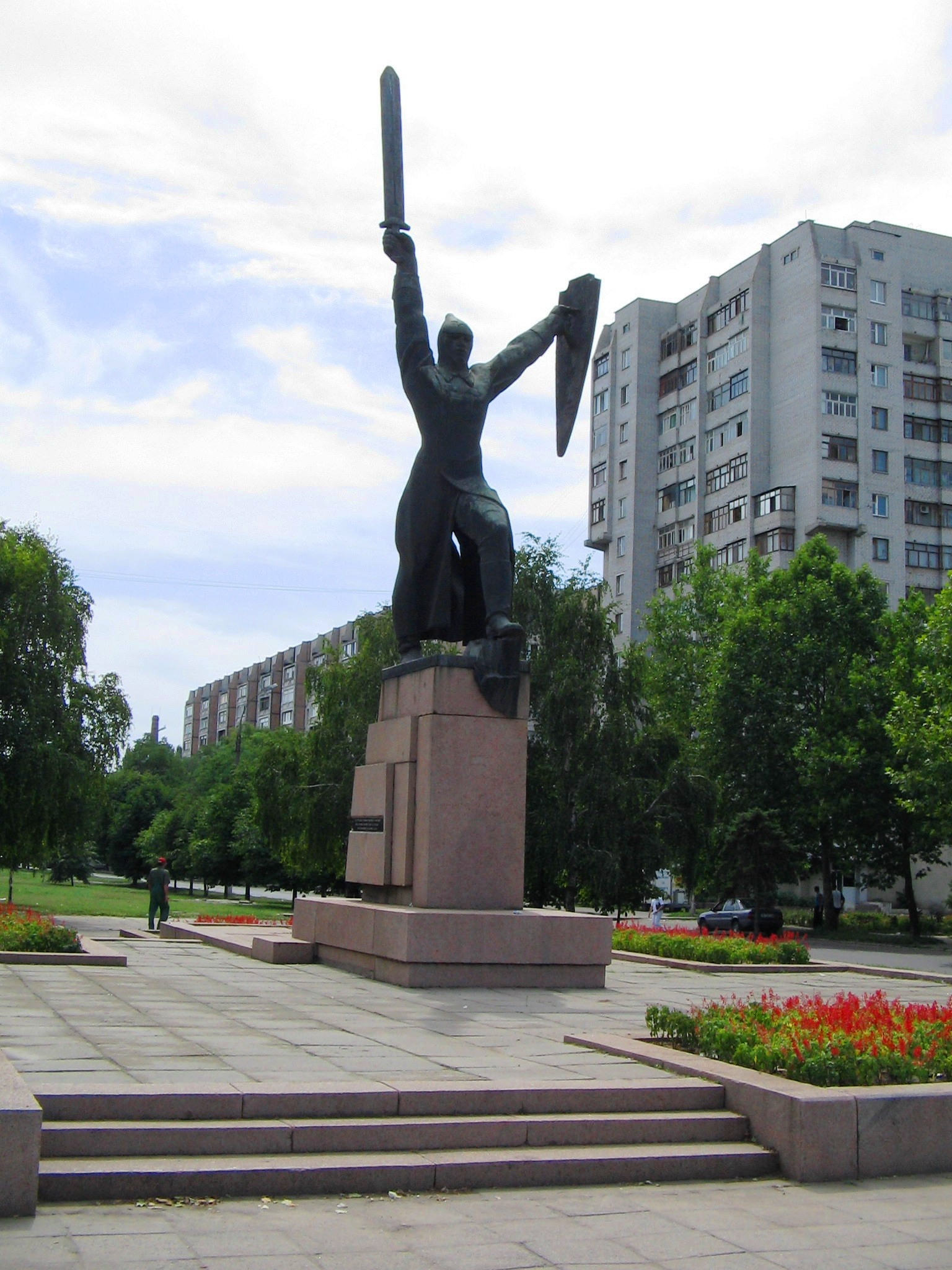
Монумент воинам-чекистам в Николаеве. Уничтожен в 2022 году

После Октябрьской революции в РСФСР остро встал вопрос организации внутренней безопасности. Требовалось создание государственных органов, которые смогли предотвратить как контрреволюционное движение, так и проводить борьбу с преступностью на подконтрольных ей территориях.
С этой целью в период с января по март 1918 года создаются первые вооружённые отряды при ВЧК и чрезвычайных комиссиях на местах.
Позже в марте 1918 года Коллегия ВЧК принимает решение об объединении всех вооруженных подразделений при ВЧК и ГубЧК в Боевой Отряд ВЧК.
Также в РСФСР решается вопрос о реорганизации конвойной службы. С этой целью приказом Народного комиссара по военным делам РСФСР от 20 апреля 1918 года, реорганизована ранее существовавшая конвойная стража. Для контроля над ней создана Главная инспекция конвойной стражи при Наркомате юстиции РСФСР
13 июня 1918 года Коллегия ВЧК принимает решение объединить все вооружённые отряды в столице и в губерниях в Корпус войск ВЧК со штабом в Москве.
28 мая 1919 года постановлением Советом рабочей и крестьянской обороны «О войсках вспомогательного назначения» на базе войск ВЧК созданы Войска внутренней охраны Республики (ВОХР), в состав которых вошли все войска вспомогательного назначения, бывшие в распоряжении хозяйственных ведомств — Наркомпрода и др. Этим же решением Штаб войск ВЧК переименован в Штаб войск ВОХР, а в июне — в Главное управление войск ВОХР. Созданы сектора ВОХР по территориальной ответственности: Московский, Курский, Петроградский, Восточный, Киевский.
1 сентября 1920 года Совет Труда и Обороны принял постановление о создании Войск внутренней службы (ВНУС). В них вошли войска ВОХР, караульные войска, войска железнодорожной обороны, железнодорожной милиции и водной милиции.
17 сентября 1920 года Совет Труда и Обороны своим Постановлением приравнял всех сотрудников ВЧК к военнослужащим РККА.
19 января 1921 года все части и отряды ВЧК преобразованы в особый род войск — войска ВЧК.
6 февраля 1922 года ВЦИК РСФСР упразднил ВЧК и вместо нее образовал Государственное Политическое Управление (ГПУ) при НКВД РСФСР.
1 марта 1922 года издан приказ председателя ГПУ о реорганизации войск ВЧК в войска ГПУ. 27 марта Постановлением СТО в состав войск ГПУ включены пограничная охрана и конвойная стража.

### Довоенный период
15 ноября 1923 года, в связи с образованием СССР, принимается постановление о реорганизации ГПУ при НКВД РСФСР в Объединённое государственное политическое управление (ОГПУ) при СНК СССР, чуть позже закреплённое главой IX «Об объединённом государственном политическом управлении» первой Конституции СССР 1924 года — основного закона государства. Приказом ОГПУ объявлено «Положение о Штабе войск ОГПУ».

В этот период наступивший после Гражданской войны, молодое Советское государство решает проблемы в борьбе с преступностью и охраной государственных границ.
В июле 1924 года Конвойная стража переподчинена от ОГПУ под контроль Народных комиссариатов внутренних дел союзных республик (например НКВД РСФСР).
29 августа 1924 года Совет Труда и Обороны принял постановление «О сформировании конвойной стражи СССР и об организации Центрального управления конвойной стражи в Москве». Согласно постановлению Конвойная стража обретала статус самостоятельного рода войск.

На территории Средней Азии и в Казахстане войска конвойной стражи (также часто встречалась формулировка — войска ОГПУ) совместно с войсками пограничной охраны и частями РККА длительное время участвовали в борьбе с басмачеством.
30 октября 1925 года ЦИК и СНК СССР в соответствии с постановлением «О конвойной страже Союза ССР» создают Центральное управление конвойной стражи СССР, которое подчиняется непосредственно Совету народных комиссаров СССР. Вопросы комплектования Конвойной стражи, а также материально-техническое снабжение было возложено на органы Народного комиссариата по военным и морским делам. Организационно-штатная структура конвойных команд была сведена к армейской в РККА (взвод, рота, батальон, полк). В этом порядке войска Конвойной стражи были сведены в 2 дивизии и 6 отдельных бригад с общим личным составом в 14 802 человека.
6 ноября 1926 года приказом ОГПУ создано Главное управление пограничной охраны и войск ОГПУ СССР, которое осуществляло непосредственное руководство войсками.
1 декабря 1931 г. было решено передать в ведение ОГПУ все ведомственные военизированные охраны промышленных предприятий. Предполагалось охрану объектов (в зависимости от оборонной значимости) осуществлять силами милиции и вновь формируемыми войсковыми частями ОГПУ, а военизированную охрану ликвидировать в течение 1932 года.
4 декабря 1931 г. СНК СССР возлагает на войска ОГПУ охрану и оборону железнодорожных объектов. Подразделения стрелковой охраны НКПС были переформированы в воинские части, охраняющие железнодорожные сооружения. Тысячи подготовленных сотрудников стрелковой охраны НКПС продолжили служить в ОГПУ, в том числе на командных должностях. Например, Н. В. Васильев — будущий советский военачальник, генерал-лейтенант (1944), проходивший службу в охране НКПС СССР с 1923 по 1932 г., полковник НКВД СССР Н. В. Солодов и другие.
10 июля 1934 года ЦИК СССР постановил создать общесоюзный Народный комиссариат внутренних дел (НКВД). Этим же постановлением Войска ОГПУ разделены на пограничную и внутреннюю охрану НКВД СССР.
С началом процесса раскулачивания и коллективизации по всей территории СССР стали возникать очаги социальной напряжённости, доходившие от бунтов и массовых беспорядков вплоть до вооружённого сопротивления властям, что увеличило нагрузку на формирования, осуществляющие конвоирование по стране большого количества людей. В связи с этим в августе 1934 года личный состав конвойных войск был увеличен на 20 тысяч человек.
На этот период управление конвойных дивизий дислоцировалось в Москве, Харькове, Самаре и Новосибирске. Кроме того, управление отдельных бригад конвойных войск дислоцировалось в Ростове, Ленинграде и в Ташкенте.
16 октября 1935 года ЦИК и СНК СССР приняли положение о прохождении службы командным и начальствующим составом пограничной и внутренней охраны НКВД ССР. По этому положению все военнослужащие внутренней охраны и пограничной охраны были разделены на командный и начальствующий состав, для которых была установлена система воинских званий.
В 1937 году Главное управление пограничной и внутренней охраны (ГУПВО НКВД) переименовано в Главное управление пограничных и внутренних войск НКВД СССР (ГУПВВ).
20 апреля 1938 года установлена численность войск НКВД, включая воинские части конвойных войск — 28 800 человек.
2 февраля 1939 года в Главном управлении пограничных и внутренних войск создаётся 6 отдельных ведомств в составе НКВД СССР:
- Главное управление пограничных войск
- Главное управление по охране железнодорожных сооружений
- Главное управление по охране особо важных предприятий промышленности
- Главное управление конвойных войск
- Главное управление военного обеспечения
- Главное военно-строительное управление

1 сентября 1939 года принят закон «О всеобщей воинской обязанности». В законе впервые было прописано, что Внутренние войска являются составной частью Вооруженных Сил СССР.
20 ноября 1939 года Приказом НКВД СССР принято «Положение о конвойных войсках НКВД СССР».
В нём оговаривались задачи по конвоированию лиц под стражей и порядок осуществления наружной охраны отдельных тюрем. В этом же Положении ставились задачи Внутренних войск на военное время по конвоированию и охране военнопленных.
4 марта 1941 года создаётся Управление оперативных войск НКВД СССР.
В предвоенные годы Внутренние войска охраняли 135 государственных объектов. Также они осуществляли конвоирование в 156 судебных учреждений и несли службу на 176 железнодорожных маршрутах.
Численность личного состава Конвойных войск на 1 января 1940 года достигла 34 295 человек (1 дивизия, 9 бригад, 2 отдельных полка и 2 школы младшего командного состава).
В 1941 году Управление конвойных войск НКВД расформировано и объединено с Управлением внутренних войск НКВД. Главные задачи перед данным управлением: участие в боевых действиях, охрана приёмных пунктов военнопленных, охрана эшелонов, конвоирование заключённых.

### Великая Отечественная война

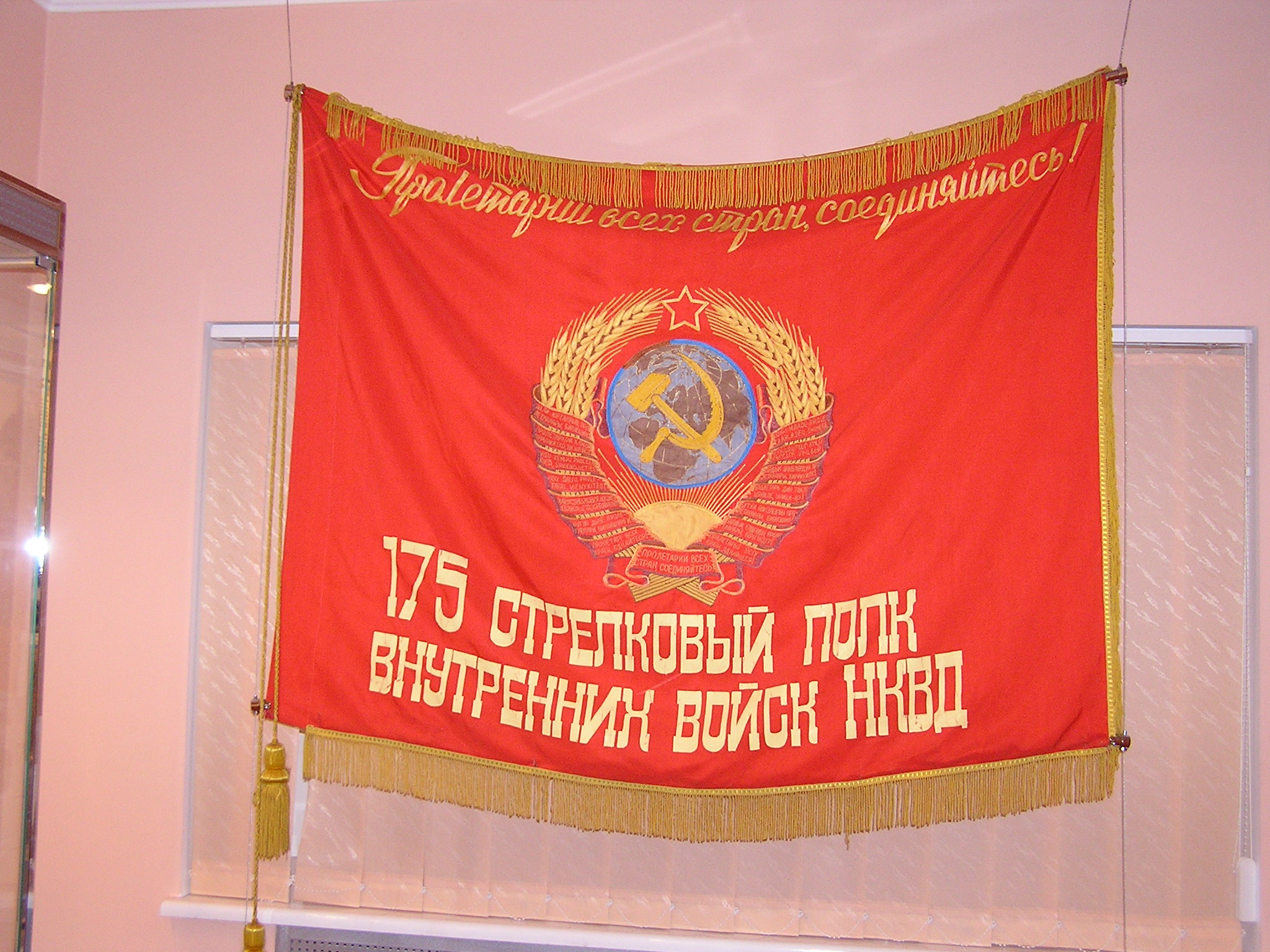
Боевое знамя 175-го стрелкового полка войск НКВД, в музее донецкой милиции

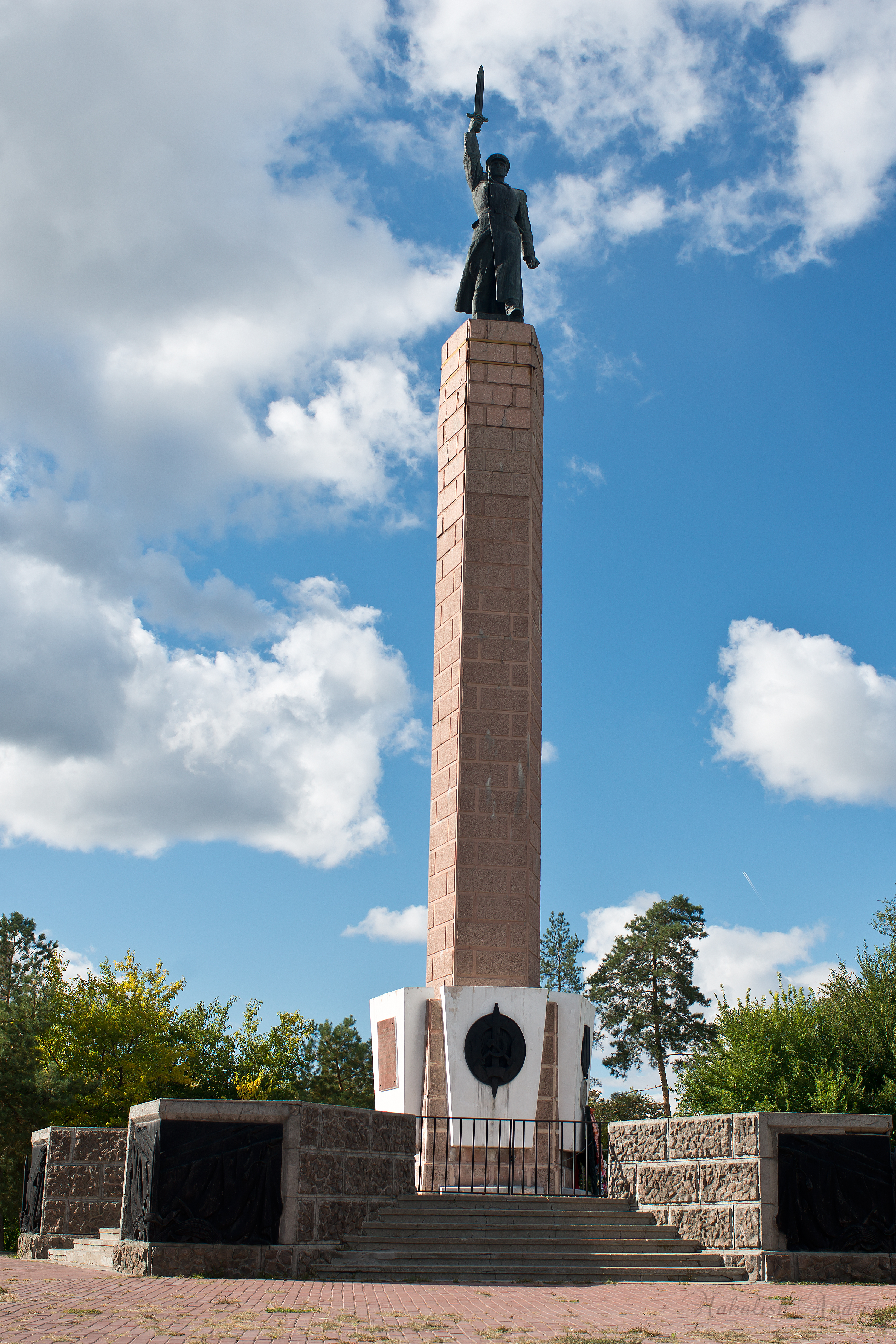
Обелиск сталинградским чекистам и воинам 10-й дивизии войск НКВД на площади Чекистов в Волгограде

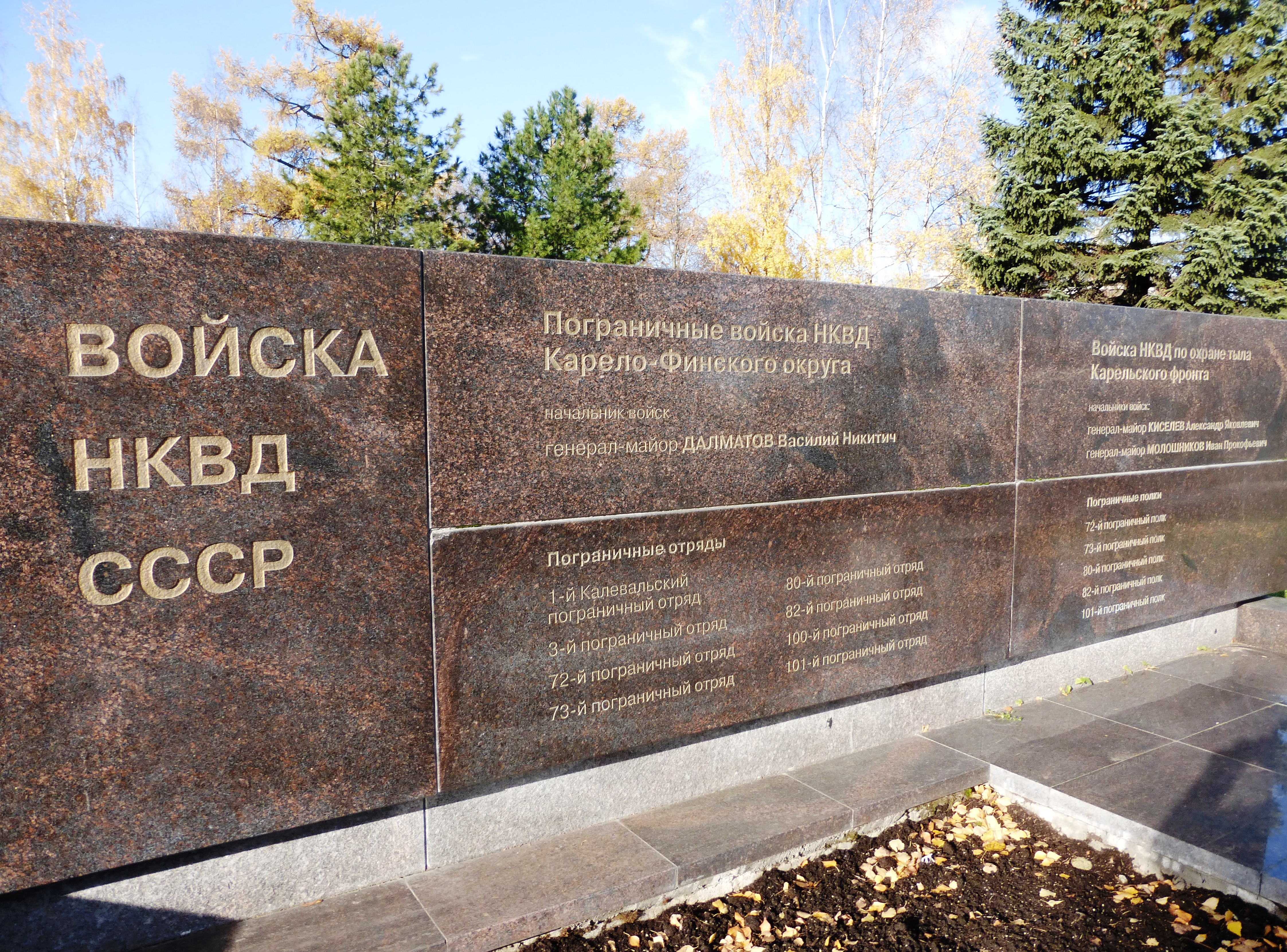
Фрагмент военно-мемориального комплекса Карельского фронта в Петрозаводске

#### Численность внутренних войск на начало войны
К лету 1941 года в составе внутренних войск было 173 900 человек из которых:
- оперативные формирования — 27 300 человек
- войска по охране железных дорог — 63 700
- войска по охране особо важных государственных предприятий — 29 300
- конвойные войска — 38 200
- в военных училищах и других учреждениях внутренних войск — 15 400

С началом войны была проведена мобилизация и личный состав внутренних войск достиг 274 тысяч человек.
22 июня 1941 года одним из первых формирований НКВД принявшим бой с противником являлся 132-й отдельный конвойный батальон из гарнизона Брестской крепости.

#### Мобилизация войск НКВД на фронт
Постановлением правительства от 29 июня 1941 года из войск НКВД планировалось формирование 10 стрелковых и 5 горнострелковых дивизий для передачи их в действующую армию. Впоследствии задача изменилась: следовало сформировать 15 стрелковых дивизий в сокращённом составе. Всего из внутренних войск на их укомплектование было выделено 23 000, из пограничных войск 15 000 человек.
После короткого обучения все дивизии были направлены в армии Резервного, Северного и Западного фронтов.
В августе 1941 года по решению ГКО из войск НКВД на фронт было отправлено 110 000 военнослужащих. В середине 1942 года дополнительно 75 000 человек. В конце 1942 года из военнослужащих пограничных и внутренних войск была сформирована Отдельная армия войск НКВД в составе 6 дивизий, переименованная 1 февраля 1943 года в 70-ю Армию.
Дивизии формировались по территориальному признаку:
- из пограничных войск — Дальневосточная, Забайкальская и Среднеазиатская дивизия
- из оперативных войск — Уральская и Сталинградская дивизии
- из войск по охране железных дорог — Сибирская дивизия

За весь военный период НКВД передал из своего состава в действующую армию 29 дивизий.
Всего же в боевых действиях участвовало 53 дивизии и 20 бригад НКВД.
Особо отличившиеся соединения Внутренних войск в Великой Отечественной войне:
- 1-я мотострелковая дивизия особого назначения внутренних войск НКВД — Битва за Москву;
- 2-я мотострелковая дивизия особого назначения внутренних войск НКВД — Битва за Москву;
- 21-я мотострелковая дивизия внутренних войск НКВД СССР — Оборона Ленинграда;
- 10-я стрелковая дивизия внутренних войск НКВД СССР — Сталинградская битва;
- 12-я стрелковая дивизия внутренних войск НКВД СССР — Битва за Кавказ;
- 290-й отдельный стрелковый полк внутренних войск НКВД — Новороссийская операция;
- 287-й стрелковый полк внутренних войск НКВД — Оборона Воронежа;
- 230-й конвойный полк — оборона и освобождение Ростова-на-Дону.

В связи с стабилизацией обстановки на фронтах с 1943 года части НКВД были возвращены к выполнению своих прямых задач: охрана тыла, коммуникаций и военных объектов, конвоирование военнопленных и т. д. Однако вплоть до самого конца войны в трудных ситуациях командование периодически направляло их в бой. Так, в феврале 1945 года 145-й стрелковый полк 64-й дивизии войск НКВД участвовал в штурме Познани, 273-й стрелковый полк 63-й дивизии войск НКВД участвовал в штурме Гданьска, части 57-й дивизии войск НКВД участвовали в штурме Кёнигсберга, а 347-й стрелковый полк НКВД — в штурме Берлина.

#### Вклад Внутренних войск в Победу

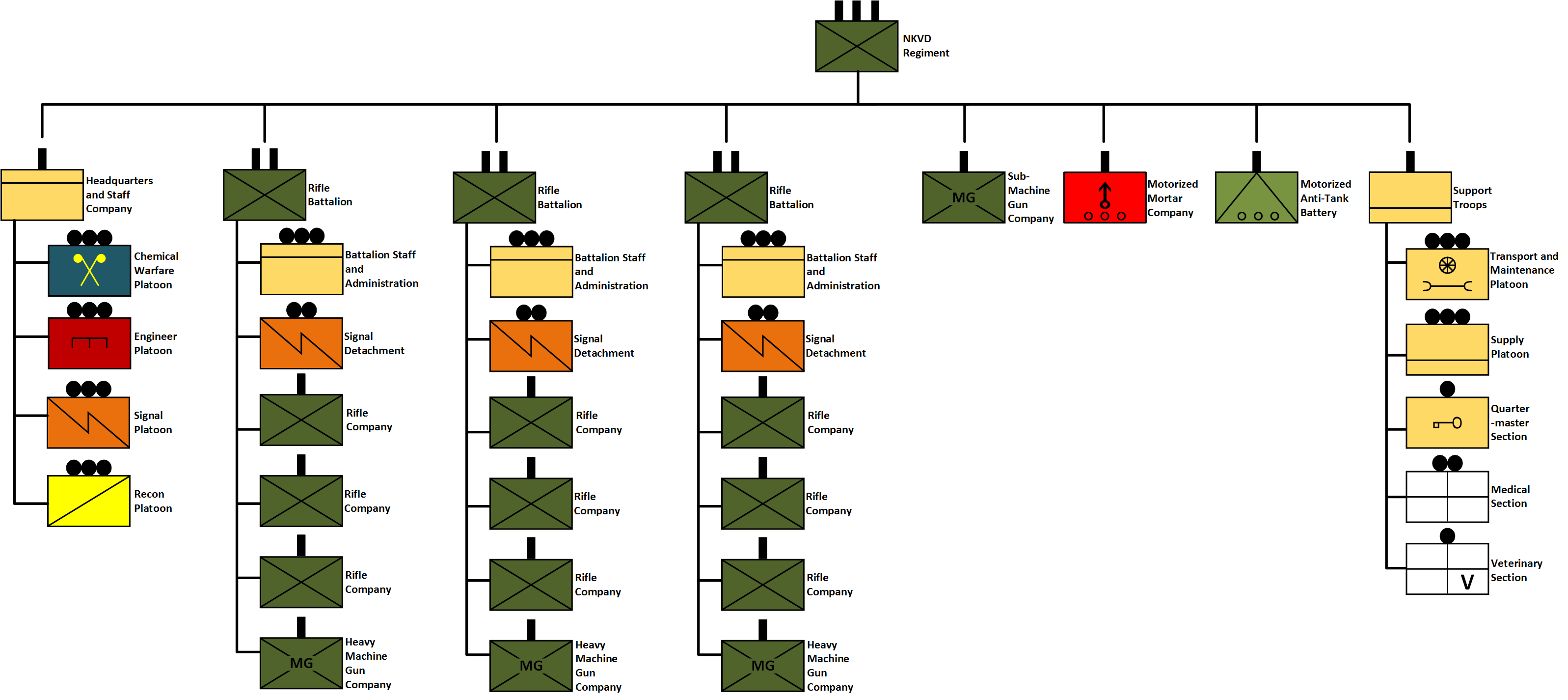
ОШС стрелкового полка Внутренних войск НКВД на 31 марта 1942.

Внутренние войска в ходе боевых действий в Великой Отечественной войне уничтожили и взяли в плен 217 974 вражеских солдат и офицеров. Они захватили или уничтожили 377 танков, 40 самолётов, 45 бронемашин, 241 автомобиль, 656 орудий, 525 миномётов, 554 пулемёта и много другой техники и вооружения.
267 военнослужащих Внутренних войск были удостоены звания Героя Советского Союза, по другим данным, их было 306. Орденами и медалями награждены свыше 100 000 военнослужащих Внутренних войск, 29 навечно зачислены в списки воинских частей.
Также на Внутренние войска легла задача по радиопротиводействию противнику.
В ноябре 1942 года в состав Внутренних войск были переподчинены из состава ГРУ Генштаба РККА полевые управления специальной службы и радиостанции «Осназ». Были сформированы отдельные спецдивизионы, центральные и отдельные радиостанции НКВД с задачами разведки эфира, радиоперехвата, шифрованной переписки и предварительной её обработки с радиосетей и радиоточек противника. Также в декабре 1942 года по решению ГКО в составе Внутренних войск были сформированы радиодивизионы по постановке помех радиостанциям противника.
На базе частей Внутренних войск проводилась подготовка диверсионных отрядов и инструкторов по военному делу для заброски в тыл врага в партизанские отряды. Для комплектования партизанских отрядов было выделено 1000 пограничников и бойцов Внутренних войск, в том числе 95 командиров.
В октябре 1941 года из сформированных в самом начале войны Войск Особой группы при НКВД СССР была образована Отдельная мотострелковая бригада особого назначения НКВД (ОМСБОН), в октябре 1943 года ставшая Отдельным отрядом особого назначения НКГБ СССР (ОООН). В ходе фронтовых боёв и операций в тылу противника за годы войны, на счету военнослужащих из её/его состава свыше 1400 пущенных под откос вражеских эшелонов с живой силой, техникой, боеприпасами, горючим и пр., свыше 300 уничтоженных железнодорожных и шоссейных мостов, около 700 км выведенных из строя кабельных и телеграфных линий связи, около 350 взорванных промышленных предприятий и складов, около 150 уничтоженных танков, бронемашин и более 50 самолётов, свыше 130 000 уничтоженных солдат и офицеров противника, среди них около 90 ликвидированных видных представителей гитлеровских оккупантов и более 2000 фашистских агентов и пособников врага. Кроме того в качестве трофеев было захвачено около 50 орудий, миномётов и пулемётов, более 850 винтовок и автоматов, свыше 20 танков, самоходных орудий и тягачей, более 100 мотоциклов и велосипедов. Свыше 20 бойцов ОМСБОН/ОООН были удостоены звания Героя Советского Союза.
Постановлением СНК СССР от 24 июня 1941 года на Внутренние войска была возложена функция охраны тыла фронтов и армий. Только за вторую половину 1941 года Внутренними войсками было задержано 685 629 человек. Из них:
- 28 064 дезертира
- 1001 шпионов и диверсантов
- 1019 ставленников и пособников противника.

За годы войны военнослужащими Внутренних войск было задержано и проверено свыше 4 000 000 человек, среди которых были выявлены около 17 000 агентов вражеских разведок, более 80 000 предателей и изменников, свыше 100 000 других преступников.
Задачами, поставленными перед ВВ НКВД, были:
- несение гарнизонной службы в освобождённых городах
- оказание органам НКВД помощи в изъятии фашистской агентуры, предателей и их пособников
- ликвидация вражеских парашютистов, разведывательно-диверсионных групп, бандитских формирований и мелких групп противника
- поддержание общественного порядка и режима военного времени[6][16].

4 декабря 1941 года ГКО возложил на Войска НКВД СССР по охране железных дорог охрану станционных и линейных железнодорожных сооружений, грузов, денежных касс и сопровождение вагонов с важнейшими грузами. В связи с этим Стрелковую охрану НКПС в количестве 33320 человек упразднили, а личный состав охраны призывных возрастов, вооружение, автотранспорт и войсковое имущество передали войскам НКВД СССР.

#### Участие Внутренних войск в массовых переселениях
В начальном и конечном этапе войны Внутренние войска были применены для массового переселения (депортации) народов, которые по решению руководства СССР были сочтены пособниками противника. Для этой цели в короткие сроки огромные массы людей по этническому признаку вывозились из западных и центральных районов СССР в восточные районы (Сибирь, Казахская ССР и Средняя Азия). Все перемещения, конвоирование и охрана депортированного контингента возлагалась на Внутренние войска НКВД.
Примерами подобных массовых депортаций служат:
- Депортация немцев в СССР в 1941 году — 446 480 человек[18]
- Депортация понтийских греков в период с 1942 по 1949 год — 15 000 человек[19]
- Депортация чеченцев и ингушей в 1944 году — 496 000 человек[20]
- Депортация турок-месхетинцев в 1944 году — 115 000 человек[21]
- Депортация крымских татар в 1944 году — 183 155 человек[22]

Для депортации требовалось участие значительных сил Внутренних войск НКВД. К примеру, для депортации чеченцев и ингушей потребовалась группировка Внутренних войск общей численностью в 100 000 военнослужащих.

### Послевоенный период

#### Смена подчинённости Внутренних войск
В последние военные месяцы и после Победы в 1945—1950 годах части внутренних войск действовали и за границами СССР, обеспечивая безопасность тыла действующей армии, порядок в населённых пунктах в месяцы становления военных и гражданских властей после войны, участвуя в боевых операциях против националистического и антисоветского подполья.
15 марта 1946 года НКВД СССР преобразован в МВД СССР.
21 января 1947 года Внутренние войска МВД (части оперативного назначения) переподчинены Министерству государственной безопасности СССР (МГБ СССР). Конвойные войска остались в составе МВД СССР.
10 июля 1949 года на конвойные части возложено конвоирование заключённых в судебные учреждения, на обменные пункты плановых железнодорожных маршрутов в республиканских, краевых и областных центрах.
6 мая 1951 года Постановлением СМ СССР на конвойную охрану возложено этапирование заключённых и подследственных плановыми (особыми) конвоями по железнодорожным и водным путям, а также перемещение их из тюрем в лагеря и колонии; также по требованиям Прокуратуры и правохранительных органов возложено конвоирование их на судебные заседания Верховных, краевых, областных судов, военных трибуналов, линейных судов — железнодорожным и водным транспортом; конвоирование к вагонам на обменные пункты.
К 1957 году численность Внутренней охраны составила 55 715 человек, Конвойной охраны — 33 307 человек, а сформированной Конвойной охраны мест заключения — 100 000 человек.
13 января 1960 года Совет министров СССР упраздняет Министерство внутренних дел СССР, передав его функции министерствам внутренних дел союзных республик. Соответственно, Внутренние войска распределяются по союзным республикам и переходят в подчинение республиканских МВД по региональному принципу.
30 августа 1962 года Президиум Верховного Совета РСФСР переформировал республиканское Министерство внутренних дел в Министерство охраны общественного порядка РСФСР (МООП РСФСР). Также поступили во всех союзных и автономных республиках СССР. Внутренние войска были переподчинены республиканским МООП.
26 июля 1966 года Указом Президиума Верховного Совета СССР было восстановлен центральный орган управления правопорядком в виде Министерства охраны общественного порядка СССР (МООП СССР). Внутренние войска включены в состав МООП СССР.
25 ноября 1968 года МООП СССР переименован в Министерство внутренних дел СССР. Внутренние войска снова оказываются в структуре МВД СССР.
21 марта 1989 года указом Президиума Верховного Совета СССР Внутренние войска МВД СССР (наряду с Пограничными войсками КГБ СССР и Железнодорожными войсками) были выведены из состава Вооруженных Сил СССР.
Указом Президента РСФСР от 20 октября 1991 года все формирования Внутренних войск МВД СССР, дислоцированные на территории РСФСР, были приняты под юрисдикцию РСФСР и подчинены республиканскому МВД.
25 декабря 1991 года в результате распада СССР Внутренние войска МВД СССР прекращают своё существование. Части и соединения Внутренних войск в зависимости от их территориальной дислокации вошли в состав Вооружённых сил вновь образовавшихся государств-членов СНГ.

#### Задачи ВВ МВД СССР
К 1976 году ВВ МВД охраняли:
- 300 особо важных объектов (АЭС, ЗАТО, БАМ и т. д.);
- 1087 исправительно-трудовых колоний;
- 142 лечебно-трудовых профилактория;
- осуществляли конвоирование осуждённых на 4522 производственных объекта;
- обслуживали 468 плановых маршрутов конвоирования осуждённых и подследственных, 292 суда и 603 обменных пункта;
- осуществляли патрульно-постовую службу в 50 крупных городах страны.

#### ВВ МВД СССР в различных событиях в послевоенный период
Непосредственно по окончании войны в СССР возникла сложная криминогенная обстановка. Связано это было с тяжёлым экономическим положением в государстве, с огромным количеством огнестрельного оружия скопившегося у населения за годы войны.

##### Борьба с националистическими движениями
Также особо тяжёлая ситуация возникла в тех частях СССР, которые были присоединены к нему непосредственно перед войной — это Прибалтика, Западная Белоруссия, Западная Украина и Бессарабия. В этих регионах подпольные националистические движения вели вооружённое противостояние с советскими властями, в связи с чем требовалось присутствие усиленной группировки Внутренних войск в данных регионах. Внутренним войскам приходилось вести с ними борьбу с момента освобождения оккупированных Германией территорий.
Примерами подобных националистических движений служат:
- Лесные братья в Латвийской, Эстонской и Литовской ССР — в период с 1940 по 1957 годы;
- Армия Крайова — с 1942 до середины 1950-х годов;
- Украинская Повстанческая Армия — с 1944 по 1954 годы;
- Белорусская Освободительная Армия — с 1944 по 1955 годы.

Усилиями Внутренних войск к концу 1950-х годов все националистические движения на бывших оккупированных территориях были уничтожены.

##### Подавление массовых беспорядков
В послевоенный период на территории СССР неоднократно вспыхивали массовые беспорядки, причиной которых служили социальная напряжённость, межэтнические разногласия, неправомерные действия властей и многие другие причины. К ликвидации массовых беспорядков во всех случаях привлекались Внутренние войска (в редких случаях — подразделения Советской Армии).
Примерами массовых беспорядков с тяжёлыми последствиями в ликвидации которых участвовали Внутренние войска МВД СССР служат:
- Массовые беспорядки в Новороссийске 1956 года
- Массовые беспорядки в Грозном 1958 года
- Восстание в Темиртау 1959 года
- Массовые беспорядки в Краснодаре 1961 года
- Массовые беспорядки в Беслане 1961 года
- Массовые беспорядки в Муроме 1961 года
- Массовые беспорядки в Новочеркасске в 1962 году
- Массовые беспорядки в Нальчике 1968 года
- Массовые беспорядки в Орджоникидзе 1981 года
- Декабрьские события в Алма-Ате 1986 года
- Сухумские волнения 1989 года
- Тбилисские события 1989 года

Также конвойным частям Внутренних войск приходилось усмирять массовые беспорядки, которые иногда происходили в исправительных учреждениях в среде заключённых. К примеру:
- Массовые беспорядки в колониях под Тольятти 1970 года

##### Участие внутренних войск в деэскалации межнациональных конфликтов
Особой графой в истории внутренних войск МВД СССР следует отметить их участие в разделении сторон в межнациональных конфликтах, которые стали вспыхивать в разных местах СССР в конце 80-х годов. Примерами подобных межнациональных конфликтов с тяжёлыми последствиями служат:
- Нагорно-карабахский конфликт, начавшийся в 1988 году
- События в Новом Узене в 1989 году
- Ферганские погромы 1989 года
- Армянский погром в Баку 1990 года
- События в Гагаузии 1990 года
- Ошские события 1990 года
- Массовые беспорядки в Душанбе 1990 года
- События в Вильнюсе 1991 года
- События в Риге 1991 года

Во многих случаях внутренним войскам приходилось как разделять противоборствующие силы и разоружать незаконные вооружённые формирования, так и усмирять местное население, выступавшее против центральных властей в сепаратистских целях.

### Официальный цвет Внутренних войск МВД СССР
20 октября 1970 года приказом № 351 Министр внутренних дел СССР генерал армии Щёлоков установил для военнослужащих Внутренних войск форму одежды, в котором главным отличительным признаком ведомственной принадлежности войск служил краповый цвет (тёмно-бордовый цвет) в деталях формы одежды.
Указанный цвет присутствовал на погонах, петлицах, нарукавных эмблемах, кантах кителя и лампасах брюк, околыше и канте фуражки.
Впоследствии данный тёмно-бордовый цвет во Внутренних войсках символически укоренился. И при появлении в 1978 году подразделений специального назначения в системе ВВ МВД СССР, в качестве отличительного головного убора для бойцов спецподразделений были выбраны краповые береты. При этом берет, как головной убор (для военнослужащих мужского пола), да и к тому же данного цвета — никак не входил в правила ношения военной формы, введённых во Внутренних войсках на тот период.

### Структура ВВ МВД СССР в послевоенный период
В течение 1966—1969 годов к Внутренним войскам относилась только ОМСДОН имени Дзержинского.
Внутренняя и конвойная охрана делилась на отделы, которые в свою очередь, состояли из отрядов, дивизионов, команд и групп.
В декабре 1968 года при переформировании МООП в МВД разделение на войска и охрану было устранено. Внутренняя и Конвойная охрана МВД СССР также были включены в состав Внутренних войск. Формирования Внутренней и Конвойной охраны снова обрели войсковую структуру.
28 ноября 1968 года приказом Главы МВД СССР отделы Конвойной охраны были преобразованы в конвойные дивизии, а отделы Внутренней охраны — в дивизии УСЧ ГУВВ (Управление специальных частей Главного управления Внутренних войск). Отряды переформированы в полки, дивизионы — в батальоны, команды — в роты и группы — во взводы.
В 1966 году для содействия милиции в экстренных случаях во многих крупных городах СССР создаются специальные моторизованные части милиции (3 специальных моторизованных полка милиции и 40 отдельных батальонов).
С конца 70-х годов создаются региональные управления Внутренних войск (Управления Внутренних Войск). К началу 90-х годов имелись следующие управления:
- УВВ по Северо-Западу и Прибалтике (г. Ленинград);
- УВВ по Северному Кавказу и Закавказью (г. Ростов-на-Дону);
- УВВ по Украинской ССР и Молдавской ССР (г. Киев);
- УВВ по Средней Азии и Казахстану (г. Алма-Ата);
- УВВ по Дальнему Востоку и Восточной Сибири (г. Хабаровск);
- УВВ по Западной Сибири (г. Новосибирск);
- УВВ по Уралу (г. Свердловск);
- УВВ по Приволжью (г. Куйбышев);
- УВВ по Центральной зоне (г. Москва);
- Управление специальных частей (УСЧ).

Управление специальных частей (УСЧ) имела в подчинении все формирования Внутренних войск, которые занимались задачами по охране особо важных стратегических объектов транспортной системы СССР и промышленности таких как:
- создание режимной зоны вокруг ЗАТО
- охрана АЭС
- охрана важных государственных объектов на коммуникациях Байкало-Амурской магистрали, ДВЖД и ЗабЖД
- охрана нефтегазовых месторождений

К моменту распада СССР в состав внутренних войск (кроме отдельных бригад, полков и батальонов) входила 31 дивизия из которых:
- 20 конвойных дивизий
- 2 оперативные дивизии
- 9 дивизий Управления специальных частей

Кроме того в структуре внутренних войск МВД СССР имелись морские (речные) воинские части созданные для охраны важных государственных объектов на водных коммуникациях и обеспечения режимной зоны вокруг важных государственных объектов:
- 1-й отдельный морской отряд сторожевых катеров — был сформирован в 1988 году в Хабаровске, для охраны важных государственных объектов, расположенных на реках Амурского бассейна, противодействия диверсиям;
- 2-й отдельный морской отряд сторожевых катеров — был сформирован в 1989 году в Мурманске, для охраны ремонтно-технологического предприятия атомного флота и судов, находящихся на акватории этого предприятия, противодействия диверсиям.

По данным зарубежных экспертов, на момент распада СССР во Внутренних войсках МВД СССР была только одна дивизия (Дивизия имени Дзержинского). Остальные войска были представлены оперативными полками, конвойными полками и полками охраны. По оценке западных специалистов во Внутренних войсках МВД СССР на 1990 год числилось 250 000 человек личного состава. Из данного количества 30 000 человек служили в оперативных частях, 40 000 в специальных милицейских моторизованных частях и 140 000 в частях охраны и конвойной службы.

## Руководители внутренних войск
Ввиду непрерывных реорганизаций и переподчинений ВВ их структура и должности руководителей войск очень часто менялись: с 1918 — начальники штаба Корпуса войск ВЧК, с 1919 — начальник штаба войск внутренней охраны Республики, с 1919 — командующий войсками внутренней стражи Республики, с 1921 — начальник Управления войск ВЧК, с 1922 — начальник Управления войск ГПУ Республики, с 1923 — начальник отдела погранохраны и главный инспектор войск ОГПУ, с 1926 — начальник Главного управления пограничной охраны и войск ОГПУ, с 1934 года — начальники Главного управления пограничной и внутренней охраны НКВД, с 1941 — начальники Главного управления внутренних войск, с 1990 года — командующие внутренними войсками НКВД СССР (1941—1946), МВД СССР (1946—1947, 1953—1960, 1968—1991), МГБ СССР (1947—1953), МООП СССР (1966—1968), МВД СССР (1966-1991):
1. Каменщиков, Василий Викторович (июль—август 1918)
2. Полукаров, Иван Николаевич (август—сентябрь 1918)
3. Волобуев, Константин Максимович (октябрь 1918 — июнь 1920)
4. Корнев, Василий Степанович (июнь 1920 — февраль 1921)
5. Розен, Михаил Иосифович (март—апрель 1921)
6. Студеникин, Порфирий Кузьмич (июнь—декабрь 1921)
7. Патаки, Ференц Владиславович (декабрь 1921 — июль 1922)
8. Кадомцев, Эразм Самуилович (июль—октябрь 1922)
9. Ольский, Ян Каликстович (сентябрь 1923 — декабрь 1925)
10. Кацнельсон, Зиновий Борисович (декабрь 1925 — апрель 1929)
11. Вележев, Сергей Георгиевич (апрель—ноябрь 1929)
12. Воронцов, Иван Александрович (ноябрь 1929 — июль 1931)
13. Быстрых, Николай Михайлович (июль 1931 — апрель 1933)
14. комкор (с 1935) Фриновский Михаил Петрович (апрель 1933 — апрель 1937)
15. комдив Кручинкин Николай Кузьмич (апрель 1937 — январь 1938)
16. комдив Ковалёв Александр Антонович (январь 1938 — февраль 1939)
17. комдив Соколов Григорий Григорьевич (февраль—март 1939, врид)
18. генерал-майор Аполлонов Аркадий Николаевич (август—ноябрь 1941, исполняющий обязанности)
19. генерал-майор Гульев Александр Иванович (ноябрь 1941 — март 1942, временно исполняющий должность)
20. генерал-майор Шередега Иван Самсонович (апрель 1942 — октябрь 1944)
21. генерал-полковник Аполлонов Аркадий Николаевич (октябрь 1944 — март 1946)
22. генерал-лейтенант Бурмак Пётр Васильевич (март 1946 — март 1953)
23. генерал-лейтенант Филиппов Тарас Филиппович (март 1953 — март 1955)
24. генерал-лейтенант Сироткин Александр Савельевич (сентябрь 1955 — июнь 1956)
25. генерал-лейтенант Строкач Тимофей Амвросиевич (март 1956 — март 1957) [начальник Главного управления пограничных и внутренних войск]
26. генерал-лейтенант Епанчин Александр Дмитриевич (март—апрель 1957, врид)
27. генерал-лейтенант Донсков Семён Иванович (апрель 1957 — январь 1960)
28. генерал-лейтенант Алейников Геннадий Ионович (1960—1961)
29. генерал-лейтенант Пильщук Николай Иванович (сентябрь 1961 — май 1968)
30. генерал-полковник, с 1980 генерал армии Яковлев Иван Кириллович (май 1968 — декабрь 1986)
31. генерал-полковник Шаталин Юрий Васильевич (декабрь 1986 — сентябрь 1991)
32. генерал-полковник Саввин Василий Нестерович (сентябрь 1991 — январь 1992)

## Учебные заведения ВВ МВД СССР
Список учебных заведений которые готовили офицерский состав для Внутренних войск МВД СССР:
- Высшее военно-политическое училище МВД имени 60-летия ВЛКСМ (Ленинград);
- Орджоникидзевское высшее военное Краснознамённое командное училище МВД имени С. М. Кирова;
- Саратовское высшее военное командное Краснознамённое училище МВД имени Ф. Э. Дзержинского;
- Пермское высшее военное командное училище МВД;
- Новосибирское высшее военное командное училище МВД;
- Харьковское высшее военное училище тыла МВД;
- Ташкентское высшее военно-техническое училище внутренних войск МВД.